# Stibeutes curvispina
Stibeutes curvispina is een insect dat behoort tot de orde vliesvleugeligen (Hymenoptera) en de familie van de gewone sluipwespen (Ichneumonidae). De wetenschappelijke naam van de soort werd voor het eerst geldig gepubliceerd door Thomson in 1884.
De soort komt voor van het zuiden van Zweden en Groot-Brittannië tot Tsjechië en het noorden van Italië.